# 1월 13일
1월 13일은 그레고리력으로 13번째(윤년일 경우도 13번째) 날에 해당한다.

## 사건
- 1593년 - 독성산성 전투가 발발하다.
- 1888년 - 미국 지리학회가 설립되다.
- 1898년 - 에밀 졸라가 로로르지에 나는 고발한다를 발표하다.
- 1958년 - 진보당의 조봉암이 간첩 혐의로 구속되다.
- 2012년 - 4,232명이 탑승한 대형 유람선 코스타 콩코르디아호가 이탈리아 서해안 토스카나 제도 질리오 섬 앞바다에서 암초에 걸려 좌초, 31명이 사망하고 한 명이 실종되다.

## 문화
- 1999년 - 그룹 god가 활동을 시작하였다.
- 2015년 - 마이크로소프트에서 윈도우 7, 윈도우 서버 2008, 윈도우 서버 2008 R2의 메인스트림 지원을 종료했다.
- 2017년 - 남해고속도로제3지선이 개통되었다.

## 탄생
- 1338년 - 고려의 문신, 성리학자 정몽주. (~1392년)
- 1502년 - 조선의 선비 이황. (~1571년)
- 1865년 - 덴마크의 왕녀 마리 도를레앙. (~1909년)
- 1870년 - 대한민국의 독립운동가 이필주. (~1942년)
- 1900년 - 미국의 통계학자 거트루드 메리 콕스. (~1978년)
- 1904년 - 미국의 바이올린 연주자 나단 밀슈타인. (~1992년)
- 1905년 - 대한민국의 기업인 김철호. (~1973년)
- 1906년 - 중국의 경제학자, 언어학자 저우유광. (~2017년)
- 1912년 - 미국의 배우 폴 버치. (~1969년)
- 1919년 - 대한민국의 역도 선수 김성집. (~2006년)
- 1920년 - 대한민국의 목회자 강희남. (~2009년)
- 1930년 - 미국의 배우 프랜시스 스턴헤이건. (~2023년)
- 1934년 - 대한민국의 정치인 전석홍.
- 1939년 - 대한민국의 성우 겸 배우 김석옥.
- 1943년 - 미국의 배우 리처드 몰. (~2023년)
- 1949년 - 대한민국의 군인 김태영. (~2025년)
- 1955년 - 일본의 만화가 이가라시 미키오.
- 1956년 - 대한민국의 전 정치인 권선택.
- 1961년 - 미국의 배우 줄리아 루이드라이퍼스.
- 1966년
  - 잉글랜드의 배우 사이먼 셸턴. (~2018년)
  - 대한민국의 기업인 김민영.
- 1968년
  - 일본의 엔카 가수 나가야마 요코.
  - 대한민국의 가수 김건모.
  - 대한민국의 성우 문선희.
- 1970년 - 이탈리아의 사이클 선수 마르코 판타니. (~2004년)
- 1971년
  - 대한민국의 배우 강성진.
  - 대한민국의 가수 조규찬.
- 1973년 - 베네수엘라의 모델, 배우 산드로 피노글리오.
- 1976년
  - 대한민국의 성우 서지연.
  - 콜롬비아의 축구 선수 마리오 예페스.
  - 카자흐스탄의 가수, 배우 카리나 아브둘리나.
- 1977년
  - 영국의 배우 올랜도 블룸.
  - 대한민국의 축구 선수 김도균.
- 1978년 - 대한민국의 양궁 선수 최원종.
- 1980년 - 대한민국의 가수 원흠 (노라조).
- 1981년
  - 대한민국의 가수 성진환 (스윗 소로우).
  - 대한민국의 배우 정문성.
  - 대한민국의 배드민턴 선수 이효정.
  - 웨일스의 프로 레슬링 선수 메이슨 라이언.
  - 미국의 프로레슬링 선수, 배우 섀드 개스퍼드. (~2020년)
- 1982년 - 대한민국의 래퍼 추플렉스 (마이티 마우스).
- 1983년
  - 포르투갈의 축구 선수 제 카스트루.
  - 대한민국의 당구 선수 김가영.
- 1984년
  - 대한민국의 아나운서 이현주.
  - 대한민국의 전직 스타크래프트 프로게이머 박영민.
- 1985년 - 프랑스 태생 코트디부아르의 축구 선수 솔 밤바. (~2024년)
- 1986년 - 캐나다의 피겨스케이팅 선수 조아니 로셰트.
- 1987년
  - 대한민국의 가수 겸 배우 이승기.
  - 미국의 아이스하키 선수 잭 존슨.
- 1988년
  - 스위스의 축구 선수 카롤린 아베.
  - 대한민국의 배우 정준원.
  - 대한민국의 전직 스타크래프트 프로게이머 이정현.
  - 독일의 트로트 가수 로미나.
- 1989년
  - 대한민국의 배우 박용우.
  - 대한민국의 공예가 정다혜.
- 1990년
  - 대한민국의 미스코리아 서설희.
  - 대한민국의 모델 및 유튜버 정지우.
- 1991년 - 미국의 야구 선수 호비 밀너.
- 1992년
  - 콜롬비아의 축구 선수 산티아고 아리아스.
  - 대한민국의 배우 이상진.
- 1993년 - 대한민국의 야구 선수 현도훈.
- 1994년
  - 대한민국의 스타크래프트 프로게이머 이병렬.
  - 대한민국의 야구 선수 류지혁.
  - 대한민국의 가수 신재혁.
  - 일본의 가수, 배우 나카야마 유마.
  - 미국의 농구 선수 바실리예 미치치.
- 1995년
  - 대한민국의 가수 승준 (온앤오프).
  - 대한민국의 유튜버 태경 (유튜버).
- 1996년 - 대한민국의 배우 공유림.
- 1997년
  - 콜롬비아의 축구 선수 루이스 디아스.
  - 캐나다의 아이스하키 선수 코너 맥데이비드.
- 1998년 - 미국의 육상 선수 크리스토퍼 닐슨.
- 1999년
  - 대한민국의 배우 하율리.
  - 대한민국의 가수 킴학스.
- 2000년 - 대한민국의 야구 선수 김진욱.
- 2001년
  - 대한민국의 래퍼 언텔.
  - 대한민국의 래퍼 강민수.
- 2003년
  - 대한민국의 가수 윤서령.
  - 대한민국의 축구 선수 지상욱.
- 2004년 - 대한민국의 가수 현승 (피커스).
- 2006년 - 태국의 육상 선수 푸리폰 분손.
- 2009년 - 대한민국의 가수 오유진.

### 미상
- 스페인의 바리톤 가수, 배우 포르투니오 보나노바 (~1969년)
- 대한민국의 가수 고진명.

## 사망
- 888년 - 카롤링거 왕조 출신의 신성 로마 제국 황제 카롤루스 3세 크라수스. (839년~)
- 1599년 - 영국의 시인 에드먼드 스펜서. (1552년~)
- 1864년 - 미국의 작곡가 스티븐 포스터. (1826년~)
- 1916년 - 멕시코의 대통령 빅토리아노 우에르타. (1850년~)
- 1937년 - 대한민국의 독립운동가 유여대. (1878년~)
- 1941년 - 아일랜드의 문학가 제임스 조이스.  (1882년~)
- 1964년 - 대한민국의 법조인, 정치인, 초대 대법원장 김병로. (1887년~)
- 1981년 - 대한민국의 시인, 소설가 월탄(月灘) 박종화. (1901년~)
- 2000년 - 대한민국의 배우 강계식. (1917년~)
- 2002년
  - 대한민국의 군인 이형근. (1920년~)
  - 쿠바의 어부 그레고리오 푸엔테스. (1897년~)
- 2011년 - 대한민국의 영화배우 오건우. (1981년~)
- 2014년
  - 대한민국의 야구 선수 김정수. (1953년~)
  - 대한민국의 배우 겸 가수 한지서. (1981년~)
- 2017년 - 대한민국의 정치인이자 대학교수 박세일. (1948년~)
- 2018년 - 대한민국의 방송 PD 전기상. (1960년~)
- 2023년
  - 대한민국의 문학평론가 김재홍. (1947년~)
  - 잉글랜드의 영화배우 줄리언 샌즈. (1958년~)
- 2024년
  - 체코의 영화배우 야나 흐라바초바. (1938년~)
  - 오스트레일리아의 축구 선수 스티븐 레이벗. (1977년~)

## 기념일
- 미주 한인의 날: 일부 미국의 주
- 민주주의의 날: 카보베르데(Cape Verde)
- 광복절: 토고
- 성 크누트의 날(Tjugondag Knut), 크리스마스의 마지막날: 스웨덴, 핀란드
- 올드 새해 전야: 러시아, 벨라루스, 우크라이나, 세르비아, 몬테네그로, 마케도니아 공화국, 스릅스카 공화국

## 같이 보기
- 전날: 1월 12일 다음날: 1월 14일 - 전달: 12월 13일 다음달: 2월 13일
- 음력: 1월 13일
- 모두 보기